# Æter (fysikhistorie)
 For alternative betydninger, se Æter. (Se også artikler, som begynder med Æter)
Æter er navnet på en teoretisk substans der blev beskrevet i old- og middelalderligfysik; en teori der først blev forkastet i slutningen af det 19. århundrede. Man mente at æteren var en usynlig og rummelig 'luft' substans der fyldte hele universet. Aristoteles mente at det måtte være det 5. element.
I århundreder "skændtes" fysikerne om hvorvidt lys er et partikelfænomen eller et bølgefænomen: Da man vidste at et andet bølgefænomen, lyd, er afhængig af luft eller et andet medium at udbrede sig i, syntes det oplagt for "bølge-tilhængerne" at der måtte være et tilsvarende medium, hvis tilstedeværelse er nødvendig for at lyset kan udbredes.
Men efterhånden som fysiske eksperimenter afslørede flere og flere af lysets "hemmeligheder", måtte man justere på æter-teorien for at få den til at forklare det man kunne måle sig til i laboratorierne, og med tiden fik denne æter stadig mere "fantastiske" egenskaber:
- Den måtte "udfylde" hele Universet, i det mindste ud til de fjerneste objekter der kan observeres fra Jorden. Samtidig skal den være så gennemsigtig at den lader lyset bevæge sig gennem milliarder af lysår uden hverken at svække eller sprede det.
- Den måtte være en gas eller en væske; var den et fast stof, ville objekter "støbt ind" i sådan en "fast æter" næppe nogensinde kunne bevæge sig i forhold til hinanden.
- Lysbølger er transversalbølger (svingningerne går "fra side til side", modsat longitudialbølger, hvor de går "frem og tilbage"), hvilket for mekaniske bølgefænomener kun kan forekomme i faste stoffer: Æteren måtte altså på visse punkter have egenskaber som et fast stof – faktisk millioner af gange mere fast eller "stift" end stål, for at kunne formidle de meget høje frekvenser som lysbølger svinger ved.
- Æter kunne ikke have masse; hvis det havde, ville det udøve en vis tyngdekraft; noget der ville påvirke den måde planeter og andre himmellegemer bevæger sig på. Tilsvarende måtte æteren være helt uden viskositet så den ikke gav anledning til "vindmodstand" for legemer der bevæger sig i den.

Det negative resultat af Michelson–Morley eksperimentet (1887) antydede, at æteren ikke fandtes, hvilket blev bekræftet ved opfølgende eksperimenter i 1920-erne. Dette førte til omfattende teoretisk arbejde med at forklare lysets udbredelse uden tilstedeværelse af en æter. Et afgørende gennembrud kom med Albert Einsteins specielle  relativitetsteori, som kunne forklare, hvorfor eksperimentet ikke kunne opdage en æter, men som mere bredt blev fortolket til at betyde, at der kunne bortses fra eksistensen af en æter. Michelson–Morley eksperimentet var, sammen med arbejder omkring sortlegemer og fotoelektrisk  effekt, et nøgleeksperiment i udviklingen af moderne fysik, der indbefatter både relativitet og den kvantemekanik, som forklarer lysets partikel-agtige natur.
Den oprindelige diskussion om hvorvidt lys er et bølge- eller et partikelfænomen blev først endeligt bilagt med den partikel-bølge dualitet der ligger til grund for den moderne forståelse af lysets natur. Det begreb der i nutidens fysik kommer nærmest begrebet æter er rumtid.